# Autruche
Autruche è un comune francese di 62 abitanti situato nel dipartimento delle Ardenne nella regione del Grand Est.

## Storia

### Simboli
Lo stemma di Autruche è stato adottato il 19 maggio 1999.

## Società

### Evoluzione demografica
Abitanti censiti